# Thamnophis eques
Espèce
Synonymes
- Coluber eques Reuss, 1834
- Eutaenia insigniarum Cope, 1885
- Eutaenia macrostemma Kennicott, 1860
- Eutaenia megalops Kennicott, 1860

Statut de conservation UICN

 LC  : Préoccupation mineure
Thamnophis eques est une espèce de serpents de la famille des Natricidae. 

## Répartition
Cette espèce se rencontre, :
- aux États-Unis dans le sud de l'Arizona et au Nouveau-Mexique ;
- au Mexique.

## Description
Cette espèce est ovovivipare.

## Liste des sous-espèces
Selon The Reptile Database (4 septembre 2013) :
- Thamnophis eques carmenensis Conant, 2003
- Thamnophis eques cuitzeoensis Conant, 2003
- Thamnophis eques diluvialis Conant, 2003
- Thamnophis eques eques (Reuss, 1834)
- Thamnophis eques insperatus Conant, 2003
- Thamnophis eques megalops (Kennicott, 1860)
- Thamnophis eques obscurus Conant, 2003
- Thamnophis eques patzcuaroensis Conant, 2003
- Thamnophis eques scotti Conant, 2003
- Thamnophis eques virgatenuis Conant, 1963

## Publications originales
- Conant, 1963 : Semiaquatic snakes of the genus Thamnophis from the isolated drainage system of the Rıó Nazas and adjacent areas in Mexico. Copeia, vol. 1963, no 3, p. 473–499.
- Conant, 2003 : Observations on Garter Snakes of the Thamnophis eques Complex in the Lakes of Mexico’s Transvolcanic Belt, with Descriptions of New Taxa. American Museum Novitates, no 3406, p. 1-64 (texte intégral).
- Kennicott, 1860 : Descriptions of new species of North American serpents in the museum of the Smithsonian Institution, Washington. Proceedings of the Academy of Natural Sciences of Philadelphia, vol. 12, p. 328-338 (texte intégral).
- Reuss, 1834 : Zoologische miscellen. Reptilien, Ophidier. Abhandlungen aus dem Gebiete der beschreibenden Naturgeschichte, vol. 1, p. 129-162.